# Anders Ohlsson
Anders Ohlsson (6 dicembre 1959) è un ex calciatore svedese, di ruolo centrocampista.